# Xiphulcus constrictus
Xiphulcus constrictus là một loài tò vò trong họ Ichneumonidae.